# Skenella sinapi
Skenella sinapi is een slakkensoort uit de familie van de Cingulopsidae. De wetenschappelijke naam van de soort is voor het eerst geldig gepubliceerd in 1886 door Robert Boog Watson.